# Kloster Ebersmünster

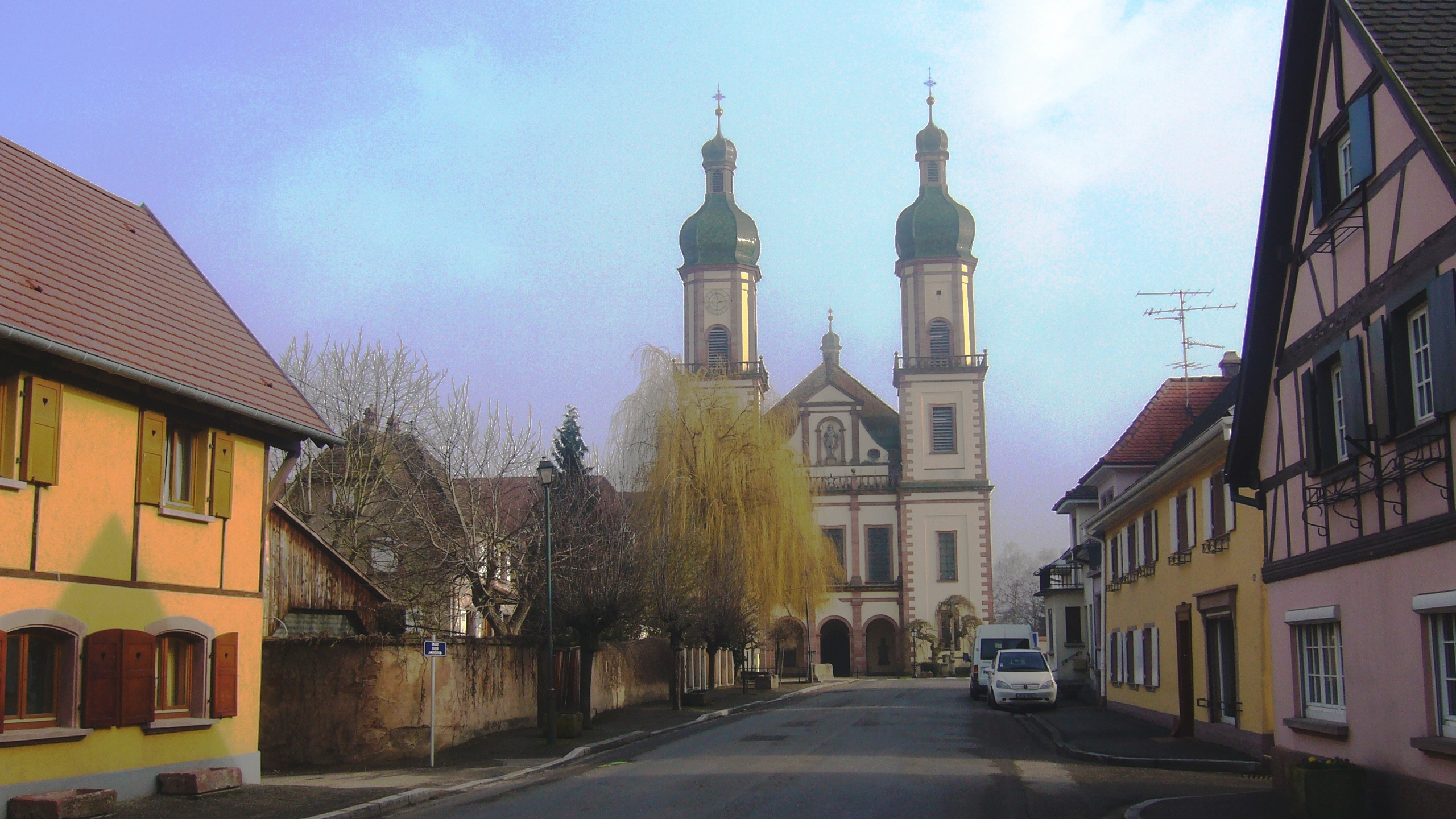
Abteikirche St. Mauritius

Das Kloster Ebersmünster war eine Benediktinerabtei in der elsässischen Gemeinde Ebersmünster. Es wurde im 7. Jahrhundert gestiftet und 1791 aufgehoben. Die Abteikirche St. Mauritius ist noch erhalten.

## Geschichte
Der heilige Deodatus (auch Apostel der Vogesen genannt, französisch Saint Dié; † 19. Juni 679), ab etwa 655 Bischof von Nevers, gründete mit Reliquien des heiligen Mauritius, die er von der Abtei Saint-Maurice erhielt, mit Hilfe des Chilperich II. das Kloster Ebersmünster im Elsass im Jahre 667, nachdem er auf der Insel Novientum (einer Insel der Ill) die Kirche St. Peter und Paul mit dem Seitenaltar des hl. Mauritius erbauen geholfen hatte. Bald darauf, im Jahr 669, erbaute er eine Klause, die später aufgrund einer Schenkung des Königs Childerich II. zum Kloster Jointures bei Kaysersberg wurde.
Dank der Unterstützung des Herzogs Eticho (Adalrich), des Vaters der hl. Odilia, und der später ebenfalls heiliggesprochen hl. Hunna von Hunawihr, gelangte das Kloster rasch zur Blüte. Doch im Dreißigjährigen Krieg (1636) verbrannten die Schweden das Reliquienkästchen von Ebersmünster.
Unter der Herrschaft Ludwigs XIV. kam das Kloster zu neuer Blüte. Die Gebäude wurden in barocken Formen erneuert. Im Zuge der Französischen Revolution erfolgte 1791 die Auflösung des Klosters.